# Junzō Okudaira
Junzō Okudaira (奥平 純三?, Okudaira Junzō; Shimonoseki, 2 febbraio 1949) è un terrorista giapponese.
Fu uno dei tre membri dell'Armata Rossa Giapponese (ARG) che attaccò l'ambasciata francese a L'Aja nel 1974 e fu la persona che fece detonare un'autobomba davanti a un circolo USO nell'attentato di Napoli del 1988.
Junzo Okudaira fu giudicato in contumacia negli Stati Uniti il 9 aprile 1993 per l'attentato di Napoli. Okudaira è anche uno dei sospettati nell'attentato del giugno 1987 con autobomba e mortaio contro l'ambasciata degli Stati Uniti a Roma.
Okudaira non è mai stato catturato, e risulta latitante da allora. Nel 2020 il procuratore di Napoli Giovanni Melillo, nel corso di una conferenza stampa, ha confermato che Junzō Okudaira risulta ancora oggi a distanza di anni dall'attentato essere in cima alla lista dei latitanti più ricercati dalla magistratura partenopea.